# Chichibunomiya Rugby Stadium
Le Chichibunomiya Rugby Stadium (秩父宮ラグビー場, Chichibunomiya Ragubī-jō), également appelé Prince Chichibu Memorial Stadium, est un stade situé à Aoyama, un quartier au centre de Tokyo, capitale du Japon principalement consacré au rugby à XV et quartier général de la Japan Rugby Football Union.

## Description
Capacité
D'une capacité de 25 000 places, Chichibunomiya Rugby Stadium est aujourd'hui encore considéré comme le cœur du rugby du Japon.
Équipes résidentes
Le Chichibunomiya Rugby Stadium accueille les matchs des Sunwolves et de l'Équipe du Japon de rugby à XV.
Événements
Le stade accueille l'étape japonaise de l'IRB Sevens World Series (Championnat international de rugby à 7) depuis la saison 2011-2012 et avait également accueilli cet événement lors des saisons 1999-2000 et 2000-2001.

## Historique
Le stade est construit en 1947 et s'appelle le Tokyo Rugby Stadium. En 1953, il est baptisé Chichibunomiya Rugby Stadium en l'honneur du prince Yasuhito Chichibu, président honoraire de plusieurs manifestations sportives, et promoteur du ski, du rugby et d'autres disciplines sportives. Le stade a accueilli des épreuves de football des Jeux olympiques d'été de 1964.
Il fait partie du complexe Meiji-jingū gaien avec le Meiji Jingu Stadium.